# Mobula
Genre
Mobula est un genre de raies de la famille des Myliobatidae (ou des Mobulidae selon les classifications), les raies aigles.
La plus grosse espèce est la raie manta océanique Mobula birostris, qui peut atteindre neuf mètres d'envergure et peser jusqu'à deux tonnes. 

## Liste des espèces
Selon FishBase (15 août 2022) et World Register of Marine Species (15 août 2022) :
- Mobula alfredi (Krefft, 1868) -- Indo-Pacifique tropical
- Mobula birostris (Walbaum, 1792) -- Répartition globale tropicale et subtropicale
- Mobula eregoodootenkee (Bleeker, 1859) -- Indo-Pacifique tropical
- Mobula hypostoma (Bancroft, 1831) -- Atlantique ouest tropical et subtropical
- Mobula japanica (Müller & Henle, 1841) -- Répartition globale tropicale et subtropicale
- Mobula kuhlii (Müller & Henle, 1841) -- Indo-ouest Pacifique, de la Tanzanie à l'Indonésie
- Mobula mobular (Bonnaterre, 1788) -- Méditerranée
- Mobula munkiana Notarbartolo-di-Sciara, 1987 -- Pacifique est
- Mobula rochebrunei (Vaillant, 1879) -- Atlantique est tropical
- Mobula tarapacana (Philippi, 1892) -- Répartition globale tropicale et subtropicale (mais très fragmentée)
- Mobula thurstoni (Lloyd, 1908) -- Répartition globale tropicale et subtropicale (mais très fragmentée)

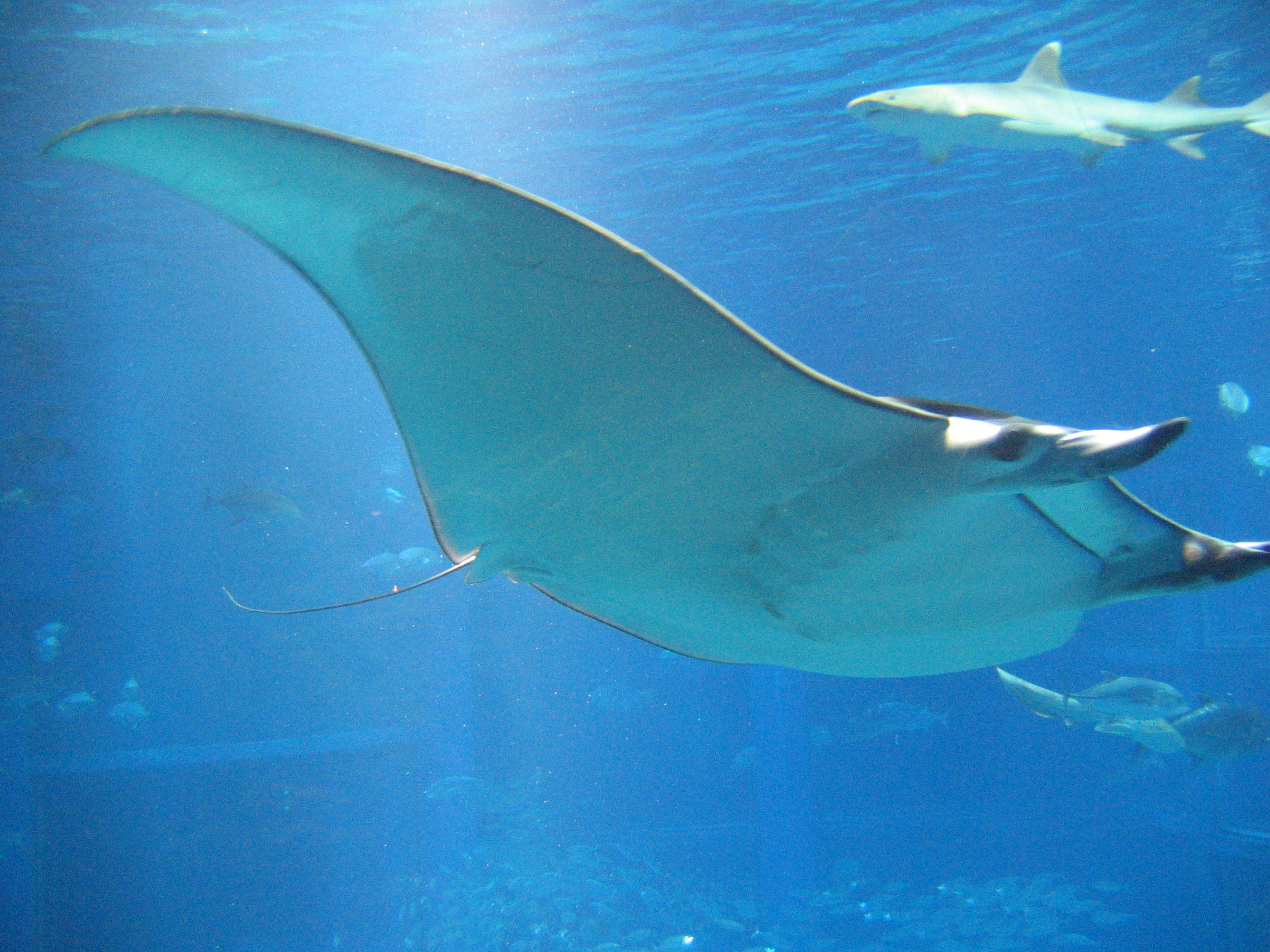
Mobula japanica. La bouche en position ventrale est bien visible.
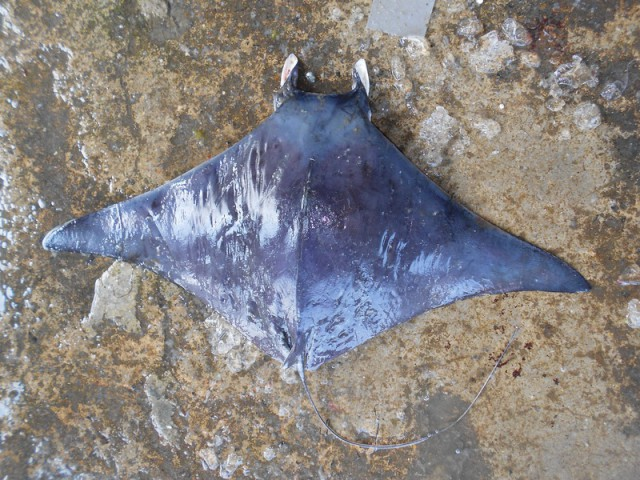
Mobula kuhlii
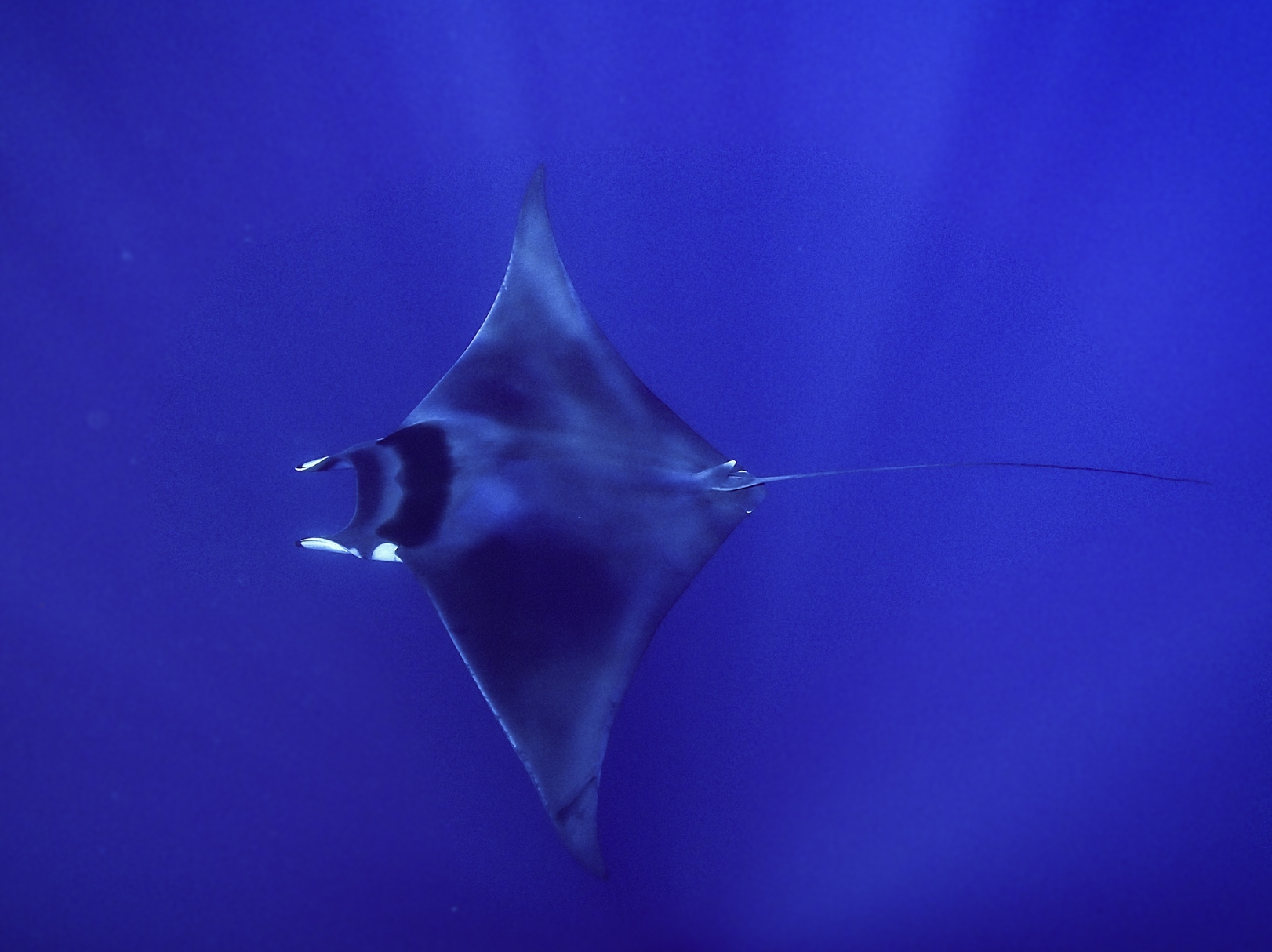
Mobula mobular